# ERBB3
La tirosina proteína quinasa receptora ERBB3 es una enzima que en los humanos es codificada por el gen HGNC ERBB3 . Este gen codifica un miembro de la familia de los receptores de factores de crecimiento epidérmico (EGFR). Esta proteína unida a membrana tiene un dominio de unión a la neuregulina pero no tiene un dominio quinasa activo. Por tanto, puede unir su ligando pero no transmite la señal a la célula a través de la fosforilación de proteínas. De todas formas, esta enzima forma heterodímeros con otros miembros de la familia EGFR que tienen actividad quinasa. La heterodimerización provoca la activación de rutas que producen proliferación celular y diferenciación. La amplificación de este gen y/o la sobrexpresión de su proteína ha sido reportada en numerosos cánceres, incluyendo los de próstata, vejiga urinaria y mama. Se han caracterizado diferentes isoformas formadas por splicing alternativo. Una isoforma no tiene la región intermembrana y es secretada al exterior de la célula. Esta forma actúa modulando la actividad de la forma unida a la membrana. Otras variantes por splicing alternativo han sido reportadas pero no han sido caracterizadas.
Se cree que la ERBB3 activada se convierte en sustrato para dimerización y fosforilación de ERBB1, ERBB2 y ERBB4. Como otras tirosina proteína quinasas receptoras, la ERBB3 es activada por un ligando extracelular. Un ligando conocido por activar la ERBB3 es la heregulina.
Los defectos en ERBB3 son causa del síndrome tipo 2 de contractura congénita letal (LCCS2). Es una forma neurogénica recesiva autosomal de artrogriposis neonatal letal que se asocia con atrofia del cornu anterius de la médula espinal. El LCCS2 está caracterizado por contracturas en las articulaciones y la presencia de una vejiga urinaria dilatada. El fenotipo sugiere una etiología neuropática de la médula espinal.